# سده ۴ (خورشیدی)
سده چهارم (۴) هجری خورشیدی، سده‌ای است که از ۱ فروردین سال ۳۰۱ هجری خورشیدی آغاز گشت و در پایان ۲۹ اسفند سال ۴۰۰ هجری خورشیدی پایان یافت. 
| سده‌ها: | سده ۳ - سده ۴ - سده ۵                   |
| دهه‌ها: | ۳۰۰ ۳۱۰ ۳۲۰ ۳۳۰ ۳۴۰ ۳۵۰ ۳۶۰ ۳۷۰ ۳۸۰ ۳۹۰ |